# Nova Germania
Nova Germania va ser un partit polític valencià fundat el 1970 originàriament amb el nom de Moviment Democràtic del Poble Valencià que el 1971 es va integrar al comitè pro FRAP (Front Revolucionari Antifeixista i Patriòtic) i poc després va canviar-li el nom.
Nova Germania s'autodefinia com "un front democràtic valencià" i alhora com "una organització revolucionària" que tenia cert aire nacionalista, fins i tot catalogada com de separatista per la premsa de l'època. Entre els seus membres destacaven independentistes valencians com Josep Guia, Maria Conca, Valerià Miralles, Francesc Candela o Enric Tàrrega.
El 1973 es va produir la gran caiguda del PCE(m-l) i la pràctica desfeta del FRAP, aleshores els militants més nacionalistes de Nova Germania varen buscar un nou partit i a l'agost de 1973 a la Universitat Catalana d'Estiu entraren en contacte amb el PSAN. Poc més tard, el març de 1974 formaren la primera cèl·lula del PSAN al País Valencià.
La resta de l'organització va desaparèixer finalment a finals dels anys 70.